# Чемпионат Северных Марианских Островов по футболу 2008
IV и V чемпионаты Северных Марианских островов по футболу были проведены на Сайпане, в «Спортивном комплексе Олеаи».

## Команды
- Ариранг (FC Arirang)
- Интер Годфатерс (Inter Godfather’s) — с начале года до осеннего чемпионата команда называлась Фиеста Интер Сайпан (Fiesta Inter Saipan)
- Марианас Пацифик Юнайтед — ПТИ (MP United-PTI) — прежнее название Пацифик Телеком (Pacific Telecom)
- Мультинасьональ (Multinational FC)
- Асес (Ol’Aces)
- Онвелл (Onwell)
- Вайлд Биллс (Wild Bill’s) — с начале года до осеннего чемпионата команда называлась Индепендентс (Independents).

## Весенний чемпионат

### 1-й тур
- 19 января Фиеста Интер Сайпан — Ариранг — 3:6
- 19 января Индепендентс — Мультинасьональ — 1:3
- 19 января Онвелл — Асес — 10:0

### 2-й тур
- 27 января Ариранг — Онвелл — 2:2
- 27 января Мультинасьональ — Фиеста Интер Сайпан — 0:4
- 27 января Асес — Индепендентс — 0:3

### 3-й тур
- 3 февраля Онвелл — Мультинасьональ — 4:1
- 3 февраля Ариранг — Асес — 12:0
- 3 февраля Фиеста Интер Сайпан — Индепендентс — 2:2

### 4-й тур
- 10 февраля Фиеста Интер Сайпан — Онвелл — 3:0
- 10 февраля Индепендентс — Ариранг — 2:1
- 10 февраля Мультинасьональ — Асес — 9:0

### 6-й тур
- 9 марта Асес — Ариранг — 2:11
- 9 марта Мультинасьональ — Индепендентс — 3:7
- 9 марта Онвелл — Фиеста Интер Сайпан — 2:4

### 7-й тур
- 16 марта Асес — Фиеста Интер Сайпан — 1:12
- 16 марта Мультинасьональ — Онвелл — 5:5
- 16 марта Индепендентс — Ариранг — 1:4

### 8-й тур
- 23 марта Фиеста Интер Сайпан — Индепендентс — 4:0
- 23 марта Онвелл — Асес — 6:1
- 23 марта Ариранг — Мультинасьональ — 4:3

### Таблица после 7-и туров
| # | Команда             | И | В | Н | П | Мячи    | Очки |
| - | ------------------- | - | - | - | - | ------- | ---- |
| 1 | Ариранг             | 7 | 5 | 1 | 1 | 40 — 13 | 16   |
| 2 | Фиеста Интер Сайпан | 7 | 5 | 1 | 1 | 32 — 11 | 16   |
| 3 | Онвелл              | 7 | 3 | 2 | 2 | 29 — 16 | 11   |
| 4 | Индепендентс        | 7 | 3 | 1 | 3 | 16 — 17 | 10   |
| 5 | Мультинасьональ     | 7 | 2 | 1 | 4 | 24 — 25 | 7    |
| 6 | Асес                | 7 | 0 | 0 | 7 | 4 — 63  | 0    |

Результаты матчей 2-х последних туров неизвестны, только их итог.

### 5-й тур[1]
- 6 апреля Фиеста Интер Сайпан — Асес + / —
- 6 апреля Ариранг — Мультинасьональ + / —
- 6 апреля Онвелл — Индепендентс + / —

### 9-й тур
- Апрель Фиеста Интер Сайпан — Мультинасьональ + / —
- Апрель Онвелл — Ариранг — ничья
- Апрель Индепендентс — Асес —[2]

### Итоговая таблица
| # | Команда             | И | В | Н | П | Мячи | Очки |
| - | ------------------- | - | - | - | - | ---- | ---- |
| 1 | Фиеста Интер Сайпан | 9 | 7 | 1 | 1 | —    | 22   |
| 2 | Ариранг             | 9 | 6 | 2 | 1 | —    | 20   |
| 3 | Онвелл              | 9 | 4 | 3 | 2 | —    | 15   |
| 4 | Индепендентс        | 8 | 3 | 1 | 4 | —    | 10   |
| 5 | Мультинасьональ     | 9 | 2 | 1 | 6 | —    | 7    |
| 6 | Асес                | 8 | 0 | 0 | 8 | —    | 0    |

## Осенний чемпионат
Перед началом турнира команда Фиеста Интер Сайпан сменила название на Интер Годфатерс.
|  | Полуфинал                      | Полуфинал                      |                        |       | Финал | Финал |
|  |                                |                                |                        |       |       |       |
|  |                                |                                |                        |       |       |       |
|  |                                |                                |                        |       |       |       |
|  | Интер Годфатерс                | 1                              |                        |       |       |       |
|  | Интер Годфатерс                | 1                              |                        |       |       |       |
|  | Мультинасьональ                | 0                              |                        |       |       |       |
|  | Мультинасьональ                | 0                              | Интер Годфатерс (пен.) | 1 (5) |       |       |
|  |                                |                                | Интер Годфатерс (пен.) | 1 (5) |       |       |
|  |                                | Марианас Пацифик Юнайтед - ПТИ | 1 (4)                  |       |       |       |
|  | Вайлд Биллс                    | Марианас Пацифик Юнайтед - ПТИ | 1 (4)                  | 1     |       |       |
|  | Вайлд Биллс                    |                                |                        | 1     |       |       |
|  | Марианас Пацифик Юнайтед - ПТИ | 2                              |                        |       |       |       |
|  | Марианас Пацифик Юнайтед - ПТИ | 2                              | Матч за 3-е место      |       |       |       |
|  |                                |                                |                        |       |       |       |
|  |                                |                                |                        |       |       |       |
|  |                                |                                |                        |       |       |       |
|  | Вайлд Биллс                    | 2                              |                        |       |       |       |
|  | Вайлд Биллс                    | 2                              |                        |       |       |       |
|  | Мультинасьональ                | 0                              |                        |       |       |       |

### Полуфинал
9 сентября
- Интер Годфатерс — Мультинасьональ — 1:0
- Вайлд Биллс — Марианас Пацифик Юнайтед — ПТИ — 1:2

### Матч за 3-е место
16 сентября
- Вайлд Биллс — Мультинасьональ — 2:0

### Финал
16 сентября
- Интер Годфатерс — Марианас Пацифик Юнайтед — ПТИ — 1:1, пен. 5:4